# Субфеодація
В англійському праві субфеодація — практика, за якою орендарі, що володіють землею під контролем короля чи іншого вищого сеньйора, у свою чергу виділяли нові та окремі володіння шляхом передачі в суборенду або відчуження частини своїх земель.
Орендарі називалися месними лордами, щодо тих, хто володів ними, причому безпосередній орендар був орендарем у голові. Найнижчим орендарем з усіх був вільний власник, або, як його іноді називали, орендар-паравайл. Корона, яка теоретично володіла всіма землями, була верховним лордом.
Великі пани невдоволено дивилися на збільшення таких підволодінь. Відповідно, у 1290 році був прийнятий статут Quia Emptores , що дозволяло орендареві відчужувати землю, коли йому заманеться, але особа, якій він надавав землю, мала тримати її за того ж безпосереднього володаря та за тих самих послуг, як відчужувач тримав її раніше.

## Шотландія
У шотландському праві феодальна система була скасована шляхом скасування феодального землеволодіння тощо Законом 2000 року (Шотландія). Тривалість договору оренди була обмежена 175 роками, щоб запобігти існуванню постійних відносин між власником і орендарем, подібних до тих, що існували під час феодального володіння.

## Священна Римська імперія
У межах Священної Римської імперії феоди месне були відомі як Afterlehen, які з часом стали успадковуватись і могли мати до п'яти «станцій» між фактичним власником феоду та верховним сеньйором.